# Беседы (Петриковский район)
Беседы (бел. Беседы) — деревня в Лучицком сельсовете Петриковского района Гомельской области Беларуси.
На западе граничит с лесом.

## География

### Расположение
В 53 км на северо-восток от Петрикова, 30 км от железнодорожной станции Птичь (на линии Лунинец — Калинковичи), 192 км от Гомеля.

### Гидрография
На реке Ольховка (приток реки Птичь).

## Транспортная сеть
Транспортные связи по просёлочной, затем автомобильной дороге Новосёлки — Копаткевичи. Планировка состоит из прямолинейной меридиональной улицы, пересекаемой на севере второй прямолинейной улицей. Застройка деревянная усадебного типа.

## История
По письменным источникам известна с XIX века как селение в Копаткевичской волости Мозырского уезда Минской губернии. В 1930 году организован колхоз «Новые Беседы», работала кузница. 13 жителей во время Великой Отечественной войны погибли на фронте. Согласно переписи 1959 года в составе колхоза «Путь к коммунизму» (центр — деревня Лучицы).

## Население

### Численность
- 2004 год — 17 хозяйств, 24 жителя.

### Динамика
- 1897 год — 10 дворов, 69 жителей (согласно переписи).
- 1925 год — 18 дворов.
- 1959 год — 178 жителей (согласно переписи).
- 2004 год — 17 хозяйств, 24 жителя.